# Centrale hydroélectrique Coca Codo Sinclair
Pour les articles homonymes, voir Sinclair.
La centrale hydroélectrique Coca Codo Sinclair est une centrale hydroélectrique situé en Équateur sur la rivière Coca dans la province de Napo. Elle est détenue par l'État équatorien. 

## Objectif
Sa capacité électrique est de 1 500 MW. Elle doit couvrir près d'un tiers de la consommation de l'Équateur, qui était avant cela particulièrement dépendant de ressources d'énergie fossile, notamment de pétrole, pour sa production électrique.

## Construction
Sa construction, effectuée par un consortium mené à 89 % par l'entreprise de construction chinoise Sinohydro, a démarré en juillet 2010 et a été terminée en 2016.

## Financement
Son coût final est de 2,85 milliards de dollars, alors que son coût initialement estimé était de 2,675 milliards de dollars. Il est financé en partie par un emprunt de 1,6 milliard contracté auprès de la Banque d'exportation et d'importation de Chine.

## Critique
Le projet est controversé à plusieurs égards. Tout d'abord pour l'endettement qu'il signifie pour le pays : l'emprunt contracté auprès de la banque chinoise est remboursable à un taux de 7 %, non en dollars, mais en pétrole. Ensuite, pour les risques géologiques qui peuvent l'affecter, vu la proximité du volcan Reventador, très actif, d'autant plus que le barrage n'est pas ancré dans le roc ; d'innombrables fissures ont d'ailleurs déjà été constatées, deux ans seulement après son achèvement. En raison de ces risques, il n'est exploitable que pour la moitié de sa capacité. 
Le barrage est menacé à court terme depuis le 2 février 2020 et l'effondrement de la cascade de San Rafael, située 20 km en aval : à la suite de cet effondrement sur une hauteur de 150 mètres, le rio Coca subit une érosion régressive rapide. Dès la première année, ce sont 7,6 km sur les 20 séparant la cascade du barrage, qui ont été affectés.